# نامرئی (فیلم ۲۰۰۲)
نامرئی (به انگلیسی: The Invisible) و (به سوئدی: Den osynlige) فیلمی محصول سال ۲۰۰۲ و به کارگردانی یوئل برگوال و سیمون ساندکوئیست است. در این فیلم بازیگرانی همچون گوستاو اسکاشگورد، تووا نووتنی و یوئل کینامان ایفای نقش کرده‌اند.